# Норт Игл Бјут (Јужна Дакота)
Норт Игл Бјут (енгл. North Eagle Butte) насељено је место без административног статуса у америчкој савезној држави Јужна Дакота.

## Демографија
По попису из 2010. године број становника је 1.954, што је 209 (-9,7%) становника мање него 2000. године.
| Група             | 2000.      | 2010.     |
| Белци             | 138 (6,4%) | 83 (4,2%) |
| Афроамериканци    | 2 (0,1%)   | 4 (0,2%)  |
| Азијати           | 2 (0,1%)   | 2 (0,1%)  |
| Хиспаноамериканци | 30 (1,4%)  | 32 (1,6%) |
| Укупно            | 2.163      | 1.954     |